# Liste der Kulturdenkmäler in Eschbach (bei Nastätten)
In der Liste der Kulturdenkmäler in Eschbach sind alle Kulturdenkmäler der rheinland-pfälzischen Ortsgemeinde Eschbach aufgeführt. Grundlage ist die Denkmalliste des Landes Rheinland-Pfalz (Stand: 8. Dezember 2023).

## Einzeldenkmäler
| Bezeichnung         | Lage                         | Baujahr         | Beschreibung                                                       | Bild |
| ------------------- | ---------------------------- | --------------- | ------------------------------------------------------------------ | ---- |
| Rat- und Backhaus   | Hauptstraße, vor Nr. 26 Lage | 18. Jahrhundert | ehemaliges Rat- und Backhaus; kleiner Fachwerkbau, 18. Jahrhundert | BW   |
| Evangelische Kirche | Kirchgasse 1 Lage            |                 | romanisches Schiff, gotischer Chor mitsamt gotischem Dachwerk      | BW   |